# Resolució 2302 del Consell de Seguretat de les Nacions Unides
La Resolució 2302 del Consell de Seguretat de les Nacions Unides fou adoptada per unanimitat el 29 de juliol de 2016. Després de recordar la Resolució 2252, el Consell va ampliar el mandat de la Missió de les Nacions Unides al Sudan del Sud (UNMISS) durant 12 dies fins al 12 d'agost de 2016.
A principi de juliol de 2016 la lluita ètnica va tornar a assotar a la capital de Sudan del Sud, Juba. L'Autoritat Intergovernamental pel Desenvolupament (IGAD), del que també en formava part Sudan del Sud, va actuar com a mediador i va convidar les Nacions Unides a enfortir i ampliar el mandat de la UNMISS, que va expirar a la fi de juliol de 2016.
En vista d'aquesta situació, el mandat es va ampliar per un curt període, de manera que els membres del Consell de Seguretat van rebre temps per arribar a un consens sobre el que havien de fer. El 12 d'agost es va crear una «força de protecció regional» de 4000 homes per a Juba mitjançant la resolució 2304.